# Струмска кокошка
Струмска кокошка е българска порода декоративна кокошка.

## История
Породата е селектирана в края на XX и началото на XXI век. Първите сведения за съществуването на кокошки носещи белезите на съвременната порода са от 1930-те и 1940-те години в стопанства от Пиринския край и селища от района на поречието на река Струма. Благодарение на целенасочената селекция от местни птицевъди са запазени добре изразените качества на породата днес – голяма брада, качулка, достатъчно изразена гащатост. В различните части на ареала си породата е известна от местното население като Планинска кокошка, Булеста кокошка, Качулата кокошка, Пиринска (банска) кокошка. През 2012 г. е изготвен стандартът на породата и е утвърдено името и – Струмска кокошка.

## Разпространение
Представителите на породата са разпространени в стопанства от Западна и Югозападна България. Разпространена е и в стопанства на птицевъди-природолюбители в цяла България.

## Описание
Птиците са със спокоен темперамент и средно висока позиция на тялото, с наличие на добре развита гащатост, брада и качулка. Поради декоративния си характер годишната носливост е сравнително ниска: 130-150 яйца с жълто-кафява черупка, с минимално тегло 50 грама. Теглото при петлите е 3,2 – 3,8 kg, при кокошките – 2,8 – 3,2 kg.
Оперението е богато. Качулката е голяма и гъста. Брадата е добре развита, голяма, спускаща се надолу към шията подобно на воал. Краката са средно дълги и здрави, с богато оперение и с цвят съответстващ на оперението. Пръстите са четири, като външният и средният са оперени.
Цветовите разновидности на оперението са:
- Трицветна. Жълто-червен цвят по цялото тяло като всяко перо в края си има черно петно с малко бяло безформено петно.
- Черно-бял шарен. Основният цвят на оперението е черен със зеленикъв метален блясък, всяко перо в края си има малко бяло безформено петно.
- Кукувича. Основният цвят е черен със сиво-сини ивици.
- Синьо-бял шарен. Основният цвят на оперението е син. Всяко перо в края си има бяло безформено петно.